# Passioni (serie televisiva)
Passioni è una telenovela italiana del 1994, diretta da Fabrizio Costa e andata in onda su Canale 5.
Tra i protagonisti, figurano Gigi Proietti, Giorgio Albertazzi, Virna Lisi e Giulia Boschi.
Il primo episodio, fu trasmesso martedì 19 gennaio 1994. Inizialmente in onda in prima serata, fu successivamente spostato in seconda serata.

## Trama
Il serial è incentrato sulle vicende della ricca famiglia Boldano, la cui storia è condizionata da un passato amore del capostipite Antonio Boldano per Jurema, una donna che si ritirerà in clausura; Alberto, il figlio di Antonio e Jurema, creduta morta, verrà cresciuto come proprio dalla moglie di Antonio, Eleonora. Si scoprirà che Alberto è in realtà frutto della relazione di Jurema con Alberto Lender, in gioventù amico e socio di Antonio ma in seguito acerrimo rivale dei Boldano. Sulla trama principale si innestano avvenimenti drammatici – tradimenti, malattie, tracolli finanziari – che aiutano i Boldano a ritrovare la perduta unità familiare.

## Dati d'ascolto
I primi episodi registrarono una media di 5.000.000 di telespettatori.
Successivamente, però, gli ascolti andarono progressivamente calando e, per questo motivo, la messa in onda della fiction fu spostata in seconda serata.

Nella nuova collocazione, la serie registrò comunque una lusinghiera media di 3.000.000 di telespettori.